# Wasuhorn
Wasuhorn är en bergstopp i Schweiz.   Den ligger i distriktet Visp och kantonen Valais, i den södra delen av landet, 90 km söder om huvudstaden Bern. Toppen på Wasuhorn är 3 343 meter över havet, eller 116 meter över den omgivande terrängen. Bredden vid basen är 0,46 km.
Terrängen runt Wasuhorn är huvudsakligen mycket bergig. Närmaste större samhälle är Visp, 16,8 km nordost om Wasuhorn. 
Trakten runt Wasuhorn består i huvudsak av gräsmarker. Runt Wasuhorn är det ganska glesbefolkat, med 34 invånare per kvadratkilometer.